# Ngày hoàn hảo cho cá chuối
Ngày hoàn hảo cho cá chuối (Tiếng Anh: A perfect day for bananafish) là một truyện ngắn của tác giả người Mỹ J. D. Salinger, được in lần đầu tiên vào ấn phẩm 31 tháng 1 năm 1948 của tạp chí Người New York. Nó xuất hiện trong hợp tuyển "9 câu chuyện" (Nine Stories) của J.D. Salinger năm 1953 cũng như quyển "55 truyện ngắn từ Người New York". Đây cũng là câu chuyện đầu tiên nói về gia đình Glass, nội dung kể về chuyến trăng mật của vợ chồng Muriel và Seymour Glass đến Florida.
Truyện ngắn này, với tên gọi ban đầu là "Ngày đẹp trời cho cá chuối" (A Fine Day for bananafish), là một tác phẩm hết sức quan trọng trong sự nghiệp của J.D. Salinger. Tạp chí Người New York đã chấp nhận cho in nó ngay lập tức, và bởi vì nó là "một câu chuyện phi thường", đã ký hợp đồng với Salinger để giữ bản quyền xuất bản đầu tiên với mọi tác phẩm của ông sau đó.

## Cốt truyện
Truyện kể về một ngày bên bãi biển của Seymour Glass. Vợ anh, Muriel, ở trong khách sạn nói chuyện điện thoại với mẹ cô về tình trạng trầm cảm của Seymour. Seymour căng thẳng về mọi thứ, thậm chí tưởng tượng ra cả việc người ta nhìn chằm chằm vào chân anh. Anh luôn mặc áo choàng tắm ra bãi biển và nói rằng vì sợ người ta nhìn thấy hình xăm trên người anh, dù thật sự anh không có hình xăm nào cả. Seymour cũng không được lái xe, vì anh chỉ chăm chăm nhìn vào những hàng cây chứ không hề nhìn đường. Trên bãi biển, Seymour kể một câu chuyện về cá chuối cho một cô bé tên Sybil. Khi trở về căn phòng nơi vợ anh đang ngủ, Seymour rút ra một khẩu súng và bắn vào thái dương bên phải của mình.

## Ý nghĩa
Seymour là một cựu chiến binh trong Thế chiến II, khi trở về, anh cảm thấy không thể hoà nhập với xã hội hiện đại. "Hình xăm" ám chỉ những vết thương trong tâm trí và tâm hồn của Seymour khi trải qua chiến tranh. "Con cá chuối" mang hình ảnh của một người lính. Khi "con cá chuối" bơi vào "cái hang", tức là người lính đi ra chiến trường, và "ăn quá nhiều chuối", hay nói cách khác, giết quá nhiều người, sẽ không thể thoát ra khỏi đó. Cuối cùng, "lũ cá chuối" chết vì "sốt chuối". Tất nhiên, cô bé Sybil không thể hiểu những ý nghĩa ẩn sâu này. Khi Seymour nói về "hôm nay là ngày hoàn hảo cho cá chuối", anh muốn ám chỉ rằng "hôm nay là ngày hoàn hảo để chết".

## Các truyện liên quan
Các truyện của J.D. Salinger về gia đình Glass:
- "Franny"
- "Zooey"
- "Raise High the Roof Beam, Carpenters"
- "Seymour: An Introduction"
- "Hapworth 16, 1924"
- "Uncle Wiggily in Connecticut"
- "Down at the Dinghy"
- "For Esme with Love and Squalor"
- "Teddy"